# 笼手剑

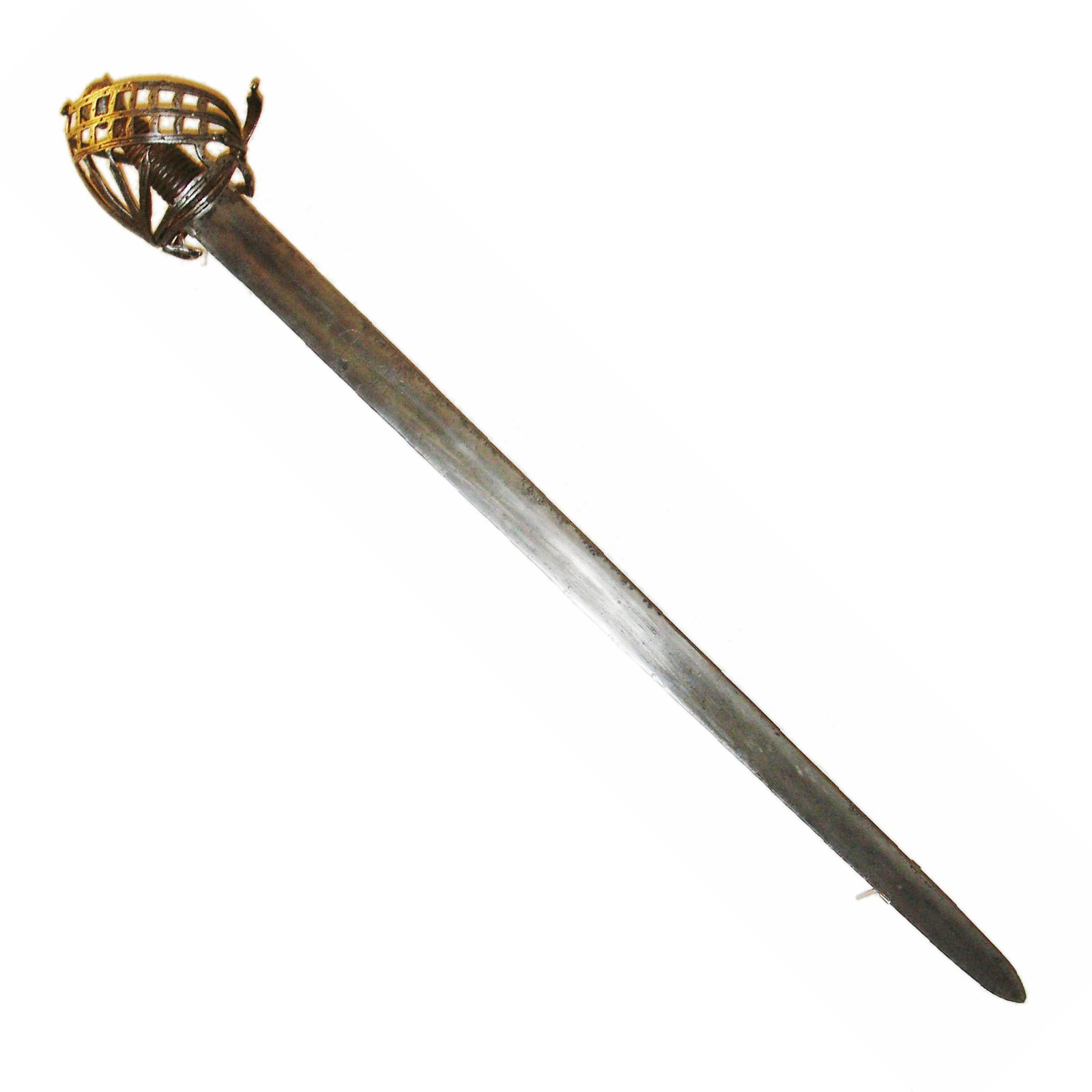
十七世紀晚期的schiavona

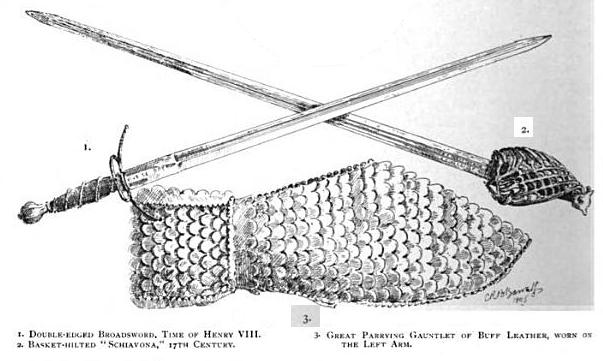
大刀及十七世紀的 schiavona

笼手剑（英語：Basket-hilted sword）是近代欧洲早期出现的供军队使用的劍，有着比一般供平民使用的护手刺剑更复杂的护手结构（更加类似一个笼子有时还用布包起让手看不见），这种笼手结构是从中世晚期代替十字护手的锷叉发展来。剑身也更阔更适合劈砍的剑，它有时也称为阔剑。其变种之一就是苏格兰阔剑（claymore）。